# Live/Dead
Live/Dead är ett livealbum av Grateful Dead släppt i november 1969 som dubbel-LP på Warner Bros. Records. Det spelades in vid olika konserter tidigt 1969 och blev det sista albumet där Tom Constanten medverkarde. 2003 blev detta album listat av magasinet Rolling Stone som #244 på listan The 500 Greatest Albums of All Time. Musikkritikern Robert Christgau utnämnde delar av skivan till "den vackraste rockimprovisationen som någonsin spelats in" och gav albumet sitt högsta betyg A+
Albumet var det första livealbum som släpptes med gruppen och räknas som ett av deras viktigaste, men också ett viktigt album inom den psykedeliska rocken. Albumet inleds med gruppens legendariska tagning av "Dark Star" som ursprungligen tog upp en hel skivsida på dubbelalbumet. Gruppens version av Bobby "Blue" Blands "Turn on Your Love Light" togs senare med på samlingsalbumet Skeletons from the Closet: The Best of Grateful Dead.

## Låtlista
1. "Dark Star" - 23:15
2. "St. Stephen" - 6:45
3. "The Eleven" - 9:39
4. "Turn on Your Love Light" - 15:30
5. "Death Don't Have No Mercy" - 10:30
6. "Feedback" - 8:52
7. "And We Bid You Goodnight" - 0:36

## Medverkande
- Tom Constanten - keyboards
- Jerry Garcia - gitarr, sång
- Mickey Hart - trummor, percussion
- Bill Kreutzmann - trummor, percussion
- Phil Lesh - bas, sång
- Ron "Pigpen" McKernan	- orgel, conga, sång
- Bob Weir - gitarr, sång

## Listplaceringar
- Billboard 200, USA: #64[2]